# Papa Bouba Diop
Papa Bouba Diop (Dakar, 28 januari 1978 - Parijs, 29 november 2020) was een Senegalees betaald voetballer die bij voorkeur op het middenveld speelde.
Hij tekende in juli 2010 een tweejarig contract bij AEK Athene met een optie voor nog een seizoen. Eerder kwam hij uit voor RC Lens, Fulham FC en Portsmouth FC. Met die laatste club stond hij op 15 mei 2010 in de finale van de strijd om de FA Cup. Daarin verloor de ploeg van trainer-coach Avram Grant met 1-0 van Chelsea door een treffer in de 59ste minuut van Didier Drogba.
Diop debuteerde in 2001 in het Senegalees voetbalelftal waarvoor hij daarna meer dan zestig interlands speelde. Daarin maakte hij meer dan tien doelpunten. Hij kwam voor Senegal uit op onder meer het WK 2002. Daarop scoorde Diop het eerste doelpunt voor Senegal op een WK en de enige goal van de wedstrijd in het groepsduel tegen Frankrijk en twee keer in dat tegen Uruguay (uitslag 3-3).
Op 29 november 2020 werd bekend dat Diop was overleden na een slepende ziekte. Hij werd 42 jaar oud.

## Carrière
- 1993-1994: Espoir Dakar
- 1994-1995: Diaraaf Dakar
- 1995-1996: Vevey Sports
- 1996-2000: Neuchâtel Xamax
- 2000-2001: Grasshoppers (15 wedstrijden - 5 goals)
- 2001-2004: RC Lens (47 wedstrijden- 6 goals)
- 2004-2007: Fulham (77 wedstrijden- 8 goals)
- 2007-2010: Portsmouth (54 wedstrijden- 0 goals)
- 2010-2011: AEK Athene (19 wedstrijden- 1 goal)
- 2011-2012: West Ham United FC (16 wedstrijden- 1 goal)
- 2012-2013: Birmingham City (2 wedstrijden- 1 goal)

## Erelijst
Portsmouth FC
- FA Cup

2008